# Фей, Фари
Фари Фей (фр. Fary Faye; 24 декабря 1974, Дакар) — сенегальский футболист, нападающий.

## Клубная карьера
Фари начинал свою карьеру в сенегальской команде «Диараф», за которую забил 28 голов и выиграл четыре трофея — одно чемпионство и три национальных кубка. После этого началась его долгая карьера в Португалии. Первым клубом Фари в этой стране был скромненький «Униан Спорт де Монтемор», за который он забил 40 голов в 58 матчах. В этой команде также играл его соотечественник и партнёр по сборной Хадим Фей, с которым они в недалёком будущем будут играть за «Боавишту». Бомбардирские подвиги форварда не остались незамеченными, и он пополнил состав клуба «Бейра-Мар». Этот клуб в основном боролся за выживание, но Фари был одним из лучших бомбардиров высшей португальской лиги. Эта вершина покорилась ему в 2003 году. Тогда он и Симан Саброза забили по 18 голов. После этого сезона Фей перешёл в «Боавишту», где уже играл его друг Хадим Фей. Но там у него дела не заладились, в 92 матчах он забил всего 14 мячей, а его «Боавишта» вылетела во вторую лигу. Тогда он решил сменить клуб и вернулся «Бейра-Мар», за который забил всего четыре гола за два сезона. Потом был сезон в «Авеше», где он почти не играл. В 2011 году ветеран вернулся в играющую в третьей лиге «Боавишту».

## Международная карьера
За сборную Сенегала сыграл 4 матча, два из них на Кубке африканских наций 2000.

## Достижения
- Победитель сенегальской премьер-лиги (1): 1995
- Обладатель национального кубка Сенегала (3): 1993, 1994, 1995
- Лучший бомбардир чемпионата Португалии (1): 2002/03 (вместе с Симан)
- Победитель Второй лиги Португалии (1): 2010